# Periclimenes foveolatus
Periclimenes foveolatus är en kräftdjursart som beskrevs av Bruce 1981. Periclimenes foveolatus ingår i släktet Periclimenes och familjen Palaemonidae. Inga underarter finns listade i Catalogue of Life.